# ムアンソンクラー郡
座標: 北緯7度12分25秒 東経100度35分47秒 / 北緯7.20694度 東経100.59639度
ムアンソンクラー郡（ムアンソンクラーぐん）は、タイ南部・ソンクラー県の郡（アンプー）である。またソンクラー県の県庁所在地でもある。

## 名称
ソンクラーはシュリーヴィジャヤ王国時代から発展していたと見られサティンプラと呼ばれており、義浄が記した記録のチェーローティンがこれに当たるものであると推定されている。アユタヤ王朝時代にソンクラーと名を変えられ、現在に至っている。なお、西洋人によってマレー語風にシンゴラなどと呼ばれ、日本でもこのように呼ばれていた事もある。

## 歴史
シュリーヴィジャヤ王国の都市としてタイ族南下以前から栄えていたことが分かっている、1350年にはアユタヤ王朝のラーマーティボーディー1世の頃よりアユタヤ王朝年代記に名前が出てきており、アユタヤ王朝の朝貢国になったと考えられている。のちにイスラーム化しスルタン国となった。1642年には時のアユタヤ王プラーサートトーンの時に離反、後の1680年にアユタヤ王・ナーラーイが再び攻め入るまで独立を維持した。
その後チャクリー王朝に入り1767年、福建省漳州府海澄県出身の華僑・呉譲が税徴収人としてソンクラーに入り「ナ・ソンクラー家」を創設。税徴収人として財力を蓄え1777年にはソンクラーの国主となった。1786年以前の国主が地位を取り返そうと画策し、クーデターを謀ったが失敗し、政敵のいなくなった呉譲が逆にソンクラーの国主として巨大な権力を握ることになり、以降8代のナ・ソンクラー家による独裁政治が続いた。1901年、チャクリー改革と呼ばれる近代化政策により、ソンクラー市はソンクラー市を中心とする県（チャンワット）の県庁所在地となり、モントン・ナコーンシータンマラートに編入され、ソンクラー家の独裁は終わった。
なお、元首相のプレーム・ティンスーラーノンの出身地でもある。

## 地理
市の北側にはソンクラー湖があり、ヨー島と呼ばれる島がある。また、東の海岸部にはサミラー (หาดสมิหลา) と呼ばれるビーチがある。
北はヨー島を通ってタイランド湾側をはしる国道408号線がありナコーンシータンマラートと結ばれている。国道414号線407号線は共にハートヤイとを結んでいる。国道408号線南側は国道43号線に東部に接続し42号線を通じてパッターニーと結ばれている。
かつてはタイ国鉄南本線ハートヤイ駅から分岐する支線が市内まで通じていたが、自動車との競合で利用が減少し、1979年に廃止された。ソンクラー駅の跡は市場となり、駅名標がモニュメントとして残されている。

## 経済
タイにおける他の県の県庁所在地と違い、ソンクラー市は県内で一番人口の多い郡ではない。ソンクラーにおける人口、交通、工業、商業の中心はハートヤイ郡であると言える。ただし、ソンクラーには政府関係施設や、教育施設などがあり、ソンクラー県の行政・教育の中心地といえる。

## 行政区分
ソンクラーには6つのタムボンがあり、その下位に46の村（ムーバーン）がある。自治体（テーサバーン）があり以下のようになっている。
- テーサバーンナコーン・ソンクラー・・・タムボン・ボーヤーン全体
- テーサバーンタムボン・カオループチャーン・・・タムボン・カオループチャーン全体
- テーサバーンタムボン・パウォン・・・タムボン・パウォン全体

なお、市内には5つのタムボン行政体が置かれている。
1. タムボン・ボーヤーン・・・ตำบลบ่อยาง
2. タムボン・カオループチャーン・・・ตำบลเขารูปช้าง
3. タムボン・コテーオ・・・ตำบลเกาะแต้ว
4. タムボン・パウォン・・・ตำบลพะวง
5. タムボン・トゥンワン・・・ตำบลทุ่งหวัง
6. タムボン・コヨー・・・ตำบลเกาะยอ